# 九月起义
九月起义是保加利亚共产党在共产国际的压力下计划于1923年9月23日夜发动的武装暴动，这次暴动的目的是推翻当年通过政变上台的保加利亚亚历山大·赞科夫的新一届政府并建立工农政府。除了受到共产党人的支持外，这次起义还得到了无政府主义者和保加利亚农民联盟的支持。起义领导人为格奥尔基·季米特洛夫和瓦西里·科拉罗夫。由于起义提前发动，加上众多错误和失误，起义被政府军队迅速镇压而失败。

## 前事
1923年6月8日到9日夜保加利亚军队发动政变。军队在军事联盟主席伊凡·瓦尔科夫上校的领导下发动保加利亚农民联盟领袖亚历山大·斯塔姆博利伊斯基领导的民选政府。保加利亚全国各地发生武装冲突反抗政变，其中也包括农民联盟的民兵。共产党在这次政变里保持中立，他们认为这次政变是“城市和乡村資產階級之间”的斗争。组织严密的军队在冲突中胜利。斯塔姆博利伊斯基本人在帕扎爾吉克领导反抗，但是于6月14日被俘。他被拷打，最后被马其顿内部革命组织成员杀害。许多农民联盟的成员也不经法院判决被处死。

## 过程

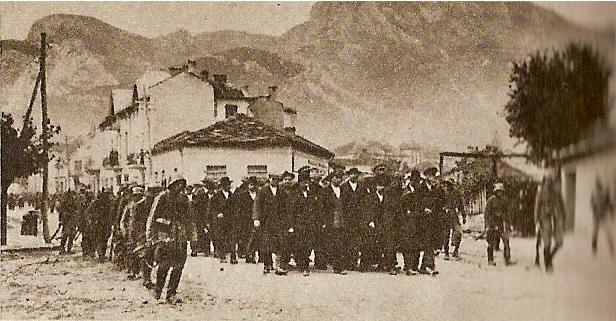
被俘的起义者

新政府也逮捕共产党人，1923年9月12日2500名共产党人被捕。在推翻斯塔姆博利伊斯基政府时无动于衷的共产党因此决定发动起义。军政府的镇压也使得共产党此时才认识到农民联盟的政府对他们来说比右派保守的新政府要好得多。
起义的号召只有在保加利亚西北，尤其在弗拉察以及在中部的舊扎戈拉和普罗夫迪夫受到大规模响应。在布拉戈耶夫格勒州和其它一些地方有一些小的起义，在其他地区当地的共产党领导完全忽略了起义的号召。首都索菲亞基本上没有动静。
在一些地方起义提前进行，起义的部队没有统一的指挥，加上保加利亚军队控制铁路，因此能够把军队迅速运到起义地区，因此起义很快被镇压。此外保加利亚军还获得马其顿民兵以及俄罗斯白军的支持。由于政府军的强大优势9月28日起义领导人下令向南斯拉夫撤退。
据保加利亚共产党的数据在起义过程中以及在此后政府报复（“白色恐怖”）中共有5000多人死亡。约1.5万被怀疑是或者真正是起义支持者被捕。

## 领导人
起义的领导人之一是格奥尔基·季米特洛夫。

## 纪念和历史描述
保加利亚共产党的历史书把九月起义称为是“全世界第一次由一个共产党组织和领导的反法西斯起义”。在保加利亞人民共和國起义本来计划进行的9月23日是保加利亚人民军的建军日。

## 书籍
- Raymond Detrez: Historical Dictionary of Bulgaria (= Historical Dictionaries of Europe, No. 46). 第2版, Lanham (MD)/Toronto/Oxford: The Scarecrow Press 2006, ISBN 978-0-8108-4901-3, 第400页
- Dimiter Trifonow: Der Septemberaufstand von 1923. 收集在: Revue Internationale d’Histoire Militaire, No 60: Edition Bulgare. 编辑：Commission Internationale d’Histoire Militaire. 从保加利亚语译成德语. 索菲亚1984年, ISSN 0254-8186, 162–180页